# Warborough
Warborough – wieś w Anglii, w hrabstwie Oxfordshire, w dystrykcie South Oxfordshire. Leży 16 km na południowy wschód od Oksfordu i 72 km na zachód od Londynu. W 2001 miejscowość liczyła 940 mieszkańców.